# Petre Logadi
Petre Logadi (n.? - d.?) a fost Subsecretar de Stat la Ministerul de Interne în guvernul Ion Antonescu (4 septembrie 1940 - 14 septembrie 1940).  Petre Logadi a fost căsătorit cu Ecaterina (Tușchi) Caragiale), fiica lui Ion Luca Caragiale.